# Scotoecus
Scotoecus — рід ссавців родини лиликових. 

## Морфологія
Морфометрія. Довжина голови й тіла: 46—68 мм, хвіст довжиною 28—40 мм, довжина передпліччя: 28—38 мм.
Опис. Хутро ніжне, шовковисте. Верх коричнюватий, червонуватий чи темно-сірий. У африканського Scotoecus hirundo черево бліде, а крила темні, у африканського Scotoecus albofuscus черево темне, а крила бліді, у азійського Scotoecus pallidus низ тіла коричнювато-білий. 